# برشاوشان شفاني
برشاوشان شفاني (الاسم العلمي:Adiantum diaphanum) هو نوع من النباتات يتبع جنس البرشاوشان من الفصيلة الديشارية.